# Леодегар Тенга
Леодегар Чилла Тенга (англ. Leodegar Chilla Tenga; 23 сентября 1955) — танзанийский футбольный деятель. Один из лучших футболистов в истории Танзании, с 2005 до 2013 года — президент Танзанийской федерации футбола.

## Биография
С 1974 по 1976 год выступал за клуб Янг Африканс. С 1975 года — игрок сборной Танзании по футболу, в составе которой принял участие в первом историческом Кубке африканских наций 1980 г. В 1977—1981 годах — капитан сборной Танзании.
Затем в 1981—1984 годах тренировал игроков клуба Пан Африкан FC.
Много усилий приложил для развития и повышения уровня футбола в Танзании и Восточной Африке.
В 1988—1990 годах работал генеральным секретарём Танзанийской федерации футбола (TFF), с 1990 по 2002 год был членом Национального совета Танзании по спорту и заместителем председателя совета с 2000 по 2002 год.
С 2005 до 2013 года — президент Танзанийской федерации футбола (TFF).
В 2007 году был избран на четырёхлетний срок в качестве президента Совета футбольных ассоциаций Восточной и Центральной Африки (CECAFA), который является организатором Кубка Senior Challenge Cup — старейшего футбольного турнира в Африке. Переизбран в 2011 году.
Под его руководством Танзания поднялась с 175-го места в рейтинге FIFA / Coca-Cola World в конце 2004 года до 93-го в 2010 году.
Был членом исполнительного комитета КАФ при президенте Ахмаде Ахмаде с 2017 по 2021 год.